# Bruzdniczek gromadny

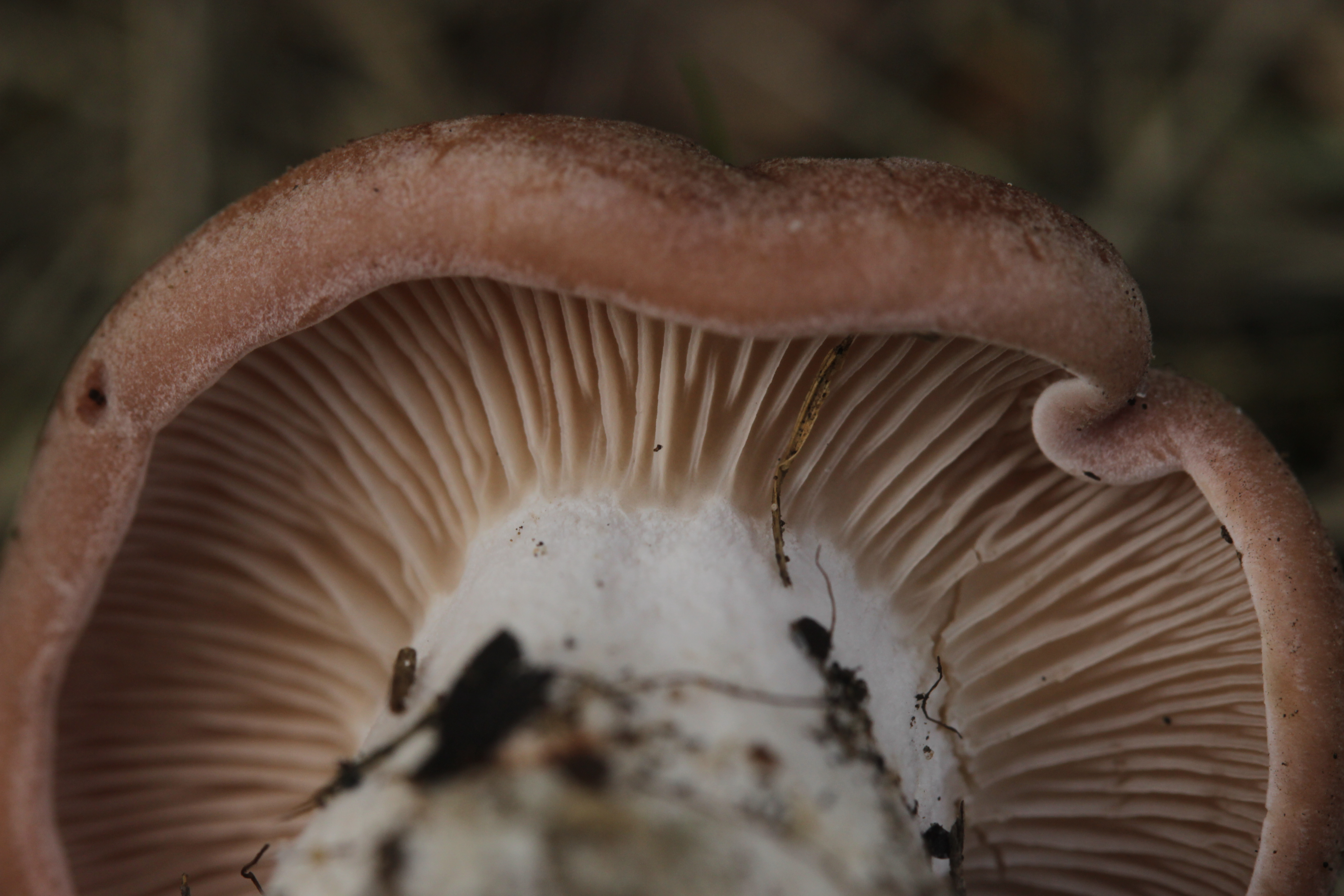

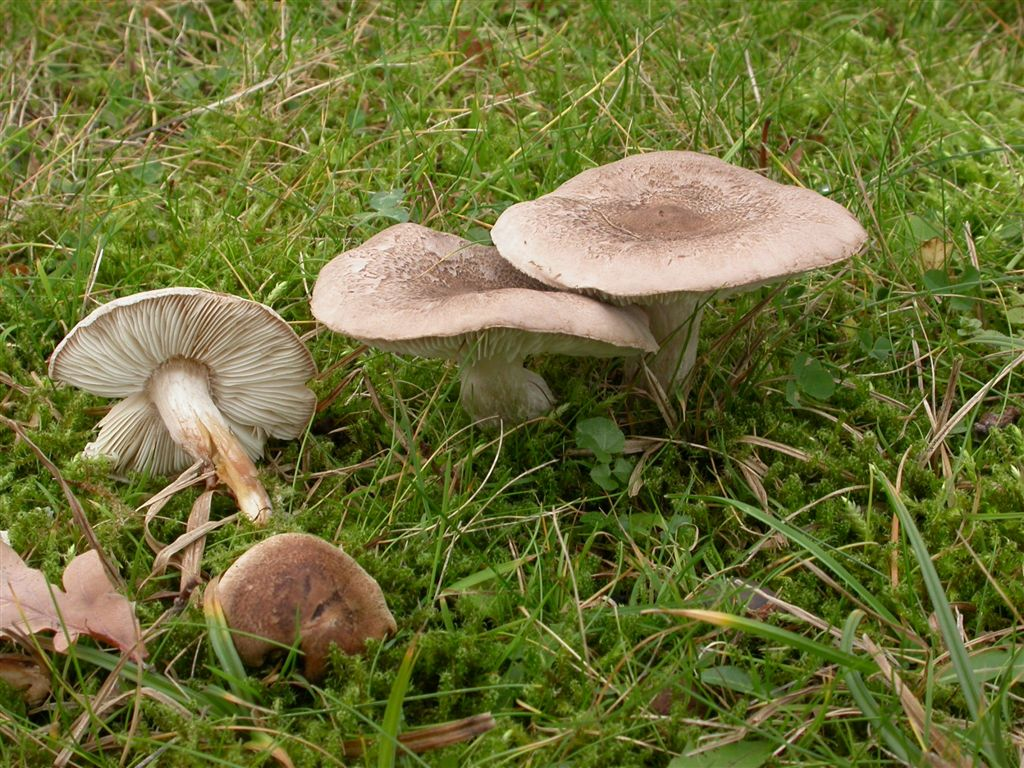

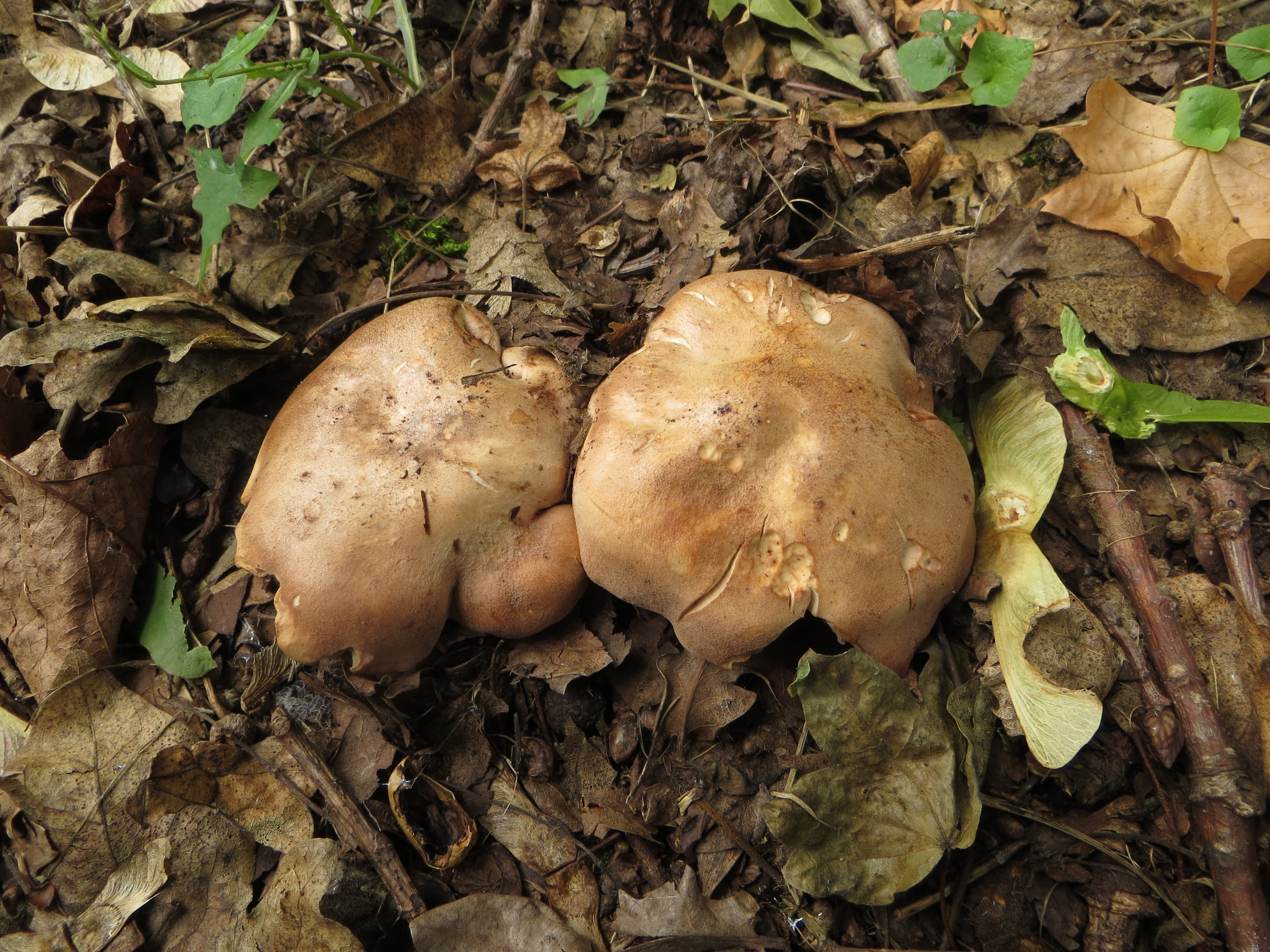

Bruzdniczek gromadny (Clitopilus geminus (Paulet) Noordel. & Co-David) – gatunek grzybów należący do rodziny dzwonkówkowatych (Entolomataceae).

## Systematyka i nazewnictwo
Pozycja w klasyfikacji według Index Fungorum: Clitopilus, Entolomataceae, Agaricales, Agaricomycetidae, Agaricomycetes, Agaricomycotina, Basidiomycota, Fungi.
Po raz pierwszy takson ten opisali w 1793 r. Jean Jacques Paulet i Machiel Evert Noordeloos, nadając mu nazwę Hypophyllum geminum. Obecną nazwę nadała mu w 2009 r. Delia C-David, przenosząc go do rodzaju Clitopilus. Ma ponad 20 synonimów. Niektóre z nich:
- Rhodocybe gemina (Paulet) Kuyper & Noordel. 1987
- Rhodocybe subvermicularis (Maire) Ballero & Contu 1992
- Tricholoma geminum (Paulet) Sacc. 1887

Polską nazwę podaje internetowy atlas grzybów.

## Morfologia
Kapelusz
Średnica 1,5–13 cm, w młodym wieku stożkowo-wypukły i ścięty z niskim, szerokim garbkiem i podwiniętym brzegiem, później łukowaty z niewielkim garbkiem i brzegiem nieco podwiniętym. Jest nieco higrofaniczny, bez prześwitujących blaszek, w młodym wieku drobno owłosiony lub aksamitny, z wiekiem błyszczący, czasem prążkowany koncentrycznie, o barwie od łososioworóżowej do różowawobrązowej lub z różowawoochrowymi odcieniami.
Blaszki
Do 100 blaszek, l = 1-5. Blaszki gęste, o szerokości do 10 mm, szeroko przyrośnięte, wyraźnie zbiegające na trzon, cienkie do grubych, brzuchate, najszersza część zwykle w pobliżu trzonu, początkowo białawe, potem kremoworóżowawe, na koniec z brązowawymi plamami. Ostrza tej samej barwy, całe lub postrzępione.
Trzon
Wysokość 3–5 cm, grubość 1–3 cm, solidny, cylindryczny lub zwężający się ku dołowi, czasami rozszerzony w dolnej części, czasami wygięty. Powierzchnia biaława, żółtawa lub różowawa, nieco jaśniejsza od kapelusza, w starszym wieku czasami zabarwiona na brązowo, drobno włóknista lub delikatnie aksamitna, zwłaszcza w górnej połowie, z wiekiem błyszcząca od podstawy w górę.
Miąższ
Gruby, wodnisty, w kapeluszu szarawobiały ze szklistą szarawą linią nad blaszkami, w trzonie mniej więcej żółtawobiały z szarawowodnymi plamami. Zapach mocny lub słaby, czasami mączny. Smak zazwyczaj nieprzyjemny, nieco cierpki – grzybiczy lub mączny.
Cechy mikroskopowe
Bazydiospory 5,0–7,0 × 4,0–5,5 µm, Q = 1,1–1,4, w zarysie kuliste do szeroko elipsoidalnych lub do prawie wielokątnych. Podstawki 22–30 × 6–9 µm, 4-zarodnikowe, bez sprzążek. Cheilocystydy zwykle rzadkie, ale rzadko nieobecne, cylindryczne, wygięte lub wąsko maczugowate, 20–55 (–70) x 2–8 µm. Skórka typu cutis z przejściami do trichodermy, zbudowana z luźno ułożonych strzępek o szerokości 5–20 µm, cylindrycznych lub napęczniałych. Błona strzępek skórki inkrustowana. Brak sprzążek.
Gatunki podobne
Dzwonkówka tarczowata (Entoloma clypeatum). Odróżnia się brakiem czerwonawego zabarwienia na kapeluszu i trzonie i ma znacznie większe zarodniki.

## Występowanie i siedlisko
W Europie podano dużą ilość stanowisk, poza tym występuje na azjatyckim obszarze Rosji, w Australii i na Nowej Zelandii. Brak go w opracowanym w 2003 r. przez Władysława Wojewodę wykazie wielkoowocnikowych grzybów podstawkowych Polski. Jego stanowiska w Polsce podaje internetowy atlas grzybów. Znajduje się w nim na liście gatunków zagrożonych i wartych objęcia ochroną.
Naziemny grzyb saprotroficzny. Występuje na trawiastych obszarach, owocniki pojawiają się późnym latem i jesienią w trawie, często w pokrzywach, zwykle w grupach.

## Znaczenie
Jest grzybem jadalnym, jednak ze względu na rzadkość występowania nie powinno się go zbierać w celach spożywczych, ponadto jest możliwość pomylenia go z innymi, trującymi grzybami.